# Sevgi
Sevgi (türkisch: Liebe) ist eine der vier ethischen Kategorien, die für das Wertgefüge in der traditionell türkischen Kultur von zentraler Bedeutung sind. Sie bezieht sich auf die Verantwortung der Eltern für ihre Kinder bzw. die Verantwortung der älteren Geschwister für die jüngeren. Im Gegenzug schulden die jüngsten den älteren Familienmitgliedern Achtung und Respekt in Form von Saygı.